# La ofrenda (Saturnino Herrán)
La ofrenda es una pintura de 1913 realizada por el pintor e ilustrador mexicano Saturnino Herrán, originario de la ciudad de Aguascalientes. La obra pertenece al periodo de crisis políticas del Porfiriato tardío, mismas que desembocaron la revolución. La revolución trajo consigo una vindicación de la herencia cultural prehispánica, y La ofrenda se enmarca dentro de este diálogo entre el momento revolucionario y las culturas precolombinas, ya que valiéndose de sus elementos iconológicos expresa el sincretismo cultural entre el mundo español y el indígena.

## Contexto histórico-artístico
Durante la elaboración de la pintura, en el año de 1913, el país estaba pasando por conflictos armados, así como la corrupción que se vivía en ese momento en el gobierno mexicano. 
En el año de 1910 se dio inicio a la revolución mexicana; evento que se originó como reacción al porfiriato. Herrán, no tomó o formó parte de los conflictos armados que se vivían en ese tiempo; sin embargo, para él era importante representar en sus obras el indigenismo, el trabajo, la vida cotidiana dentro del México mestizo. Esto recobra importancia dentro de sus pinturas, ya que el mestizaje se vuelve un tema principal en su obra y la obra de otros artistas de la época.
La ofrenda, alusiva a la celebración del día de muertos, permite dar cuenta no solo de las tradiciones mexicanas de su tiempo, sino también de la influencia europea. La visión de ofrendas era completamente diferente a la de los mesoamericanos, donde la iglesia católica generó las indulgencias, un cobro monetario el cual tenía como objetivo perdonar las faltas y sanar las almas de los seres queridos fallecidos, para que así pudieran gozar del reino de Dios; en caso opuesto, sus almas estarían condenadas y arderían en las llamas del infierno.

## Composición
En el libro Arte del siglo XIX en México de Justino Fernández se menciona lo siguiente: 
«la composición tiene un eje central y diagonales en la parte baja con las que se organizan todas las figuras sentadas y la trajinera misma. Otras diagonales tendidas en la parte baja del cuadro polarizan el interés del espectador en la mano que sostiene verticalmente un remo, de un indio de pie y cargado de cempasúchil; otro más, un viejo junto al anterior, ve a lo lejos, el remo al hombro».
El autor menciona como si en estos dos personajes de Herrán hubiera querido que significaran el ayer y el hoy, el niño, cargado por su madre, es el mañana. El símbolo central: la mano del trabajador junto con el remo, logran que se acentúe el carácter fuerte y viril de los poéticos cultivadores de las trajineras del lago.
Herrán logra transmitir, de forma sintética y decorativa, sus obras; no hace uso de perspectivas tradicionales, ya que se va ajustando a sus propias necesidades artísticas, tomando en cuenta los valores del color.

## Significado
El culto a los muertos significa la fusión de la tradición prehispánica y la colonial. Así mismo se puede observar a una familia en la trajinera, lo cual también se puede interpretar como las etapas de la vida: nacimiento, niñez, juventud, adultez y vejez; todo esto mientras la trajinera avanza.
Esto nos quiere dar a entender que existe un principio y final de la vida, en un camino donde recordamos a los seres queridos que fallecieron, representando en la obra la melancolía, la vivacidad del cempasúchil que parece haberse extinguido. Pero no solo existe este significado meramente, sino el significado que impuso la obra en aquel momento, la conformación de identidad nacional.

## Iconografía
Empezando por la flor de cempasúchil, que puede traducirse como “veinte flores”, para los azteca simbolizaba “la vida que nace de la muerte”. Según la tradición, el amarillo de la flor representa la luminosidad del sol, sirviendo como guía para aquellos difuntos que siguen su camino.
Como se indica con anterioridad, los personajes dentro de la obra son representaciones de las diferentes edades, puede representarnos el paso de la vida, del tiempo.
Las vestimentas de los personajes permiten que puedan ser identificados como indígenas, ya que portan atuendos típicos similares a los que la población nativa del país poseía y vestía. Al fondo también se puede apreciar un conjunto de personas, que al igual que las figuras principales, van en este camino o recorrido.

## Cultura popular
Como impacto cultural que ha tenido Saturnino Herrán, Google se encargó de hacer un homenaje en conmemoración a sus 126 años. Esto se dio el 9 de julio del 2013, con la creación de un doodle, para mostrar la grandeza de su obra y colocando una versión de una de sus obras representativas, La ofrenda de 1913.